# شرطة حدود إسرائيل

علم حرس الحدود السرائيلي

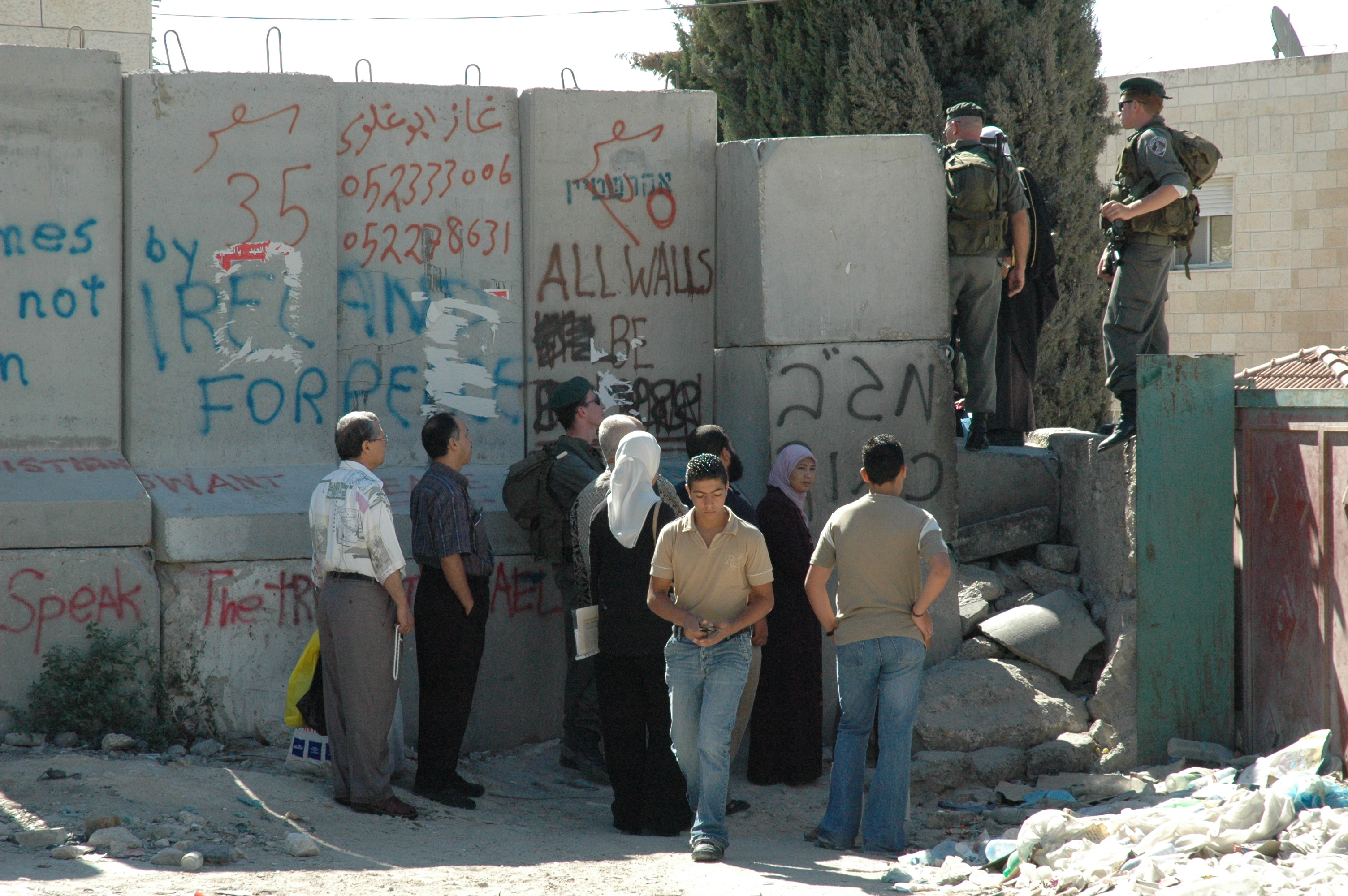
حرس الحدود يمنعون الفلسطينيين من تسلق الجدار للوصول للقدس من بلدة ابوديس (الحدود الشرقية للقدس)

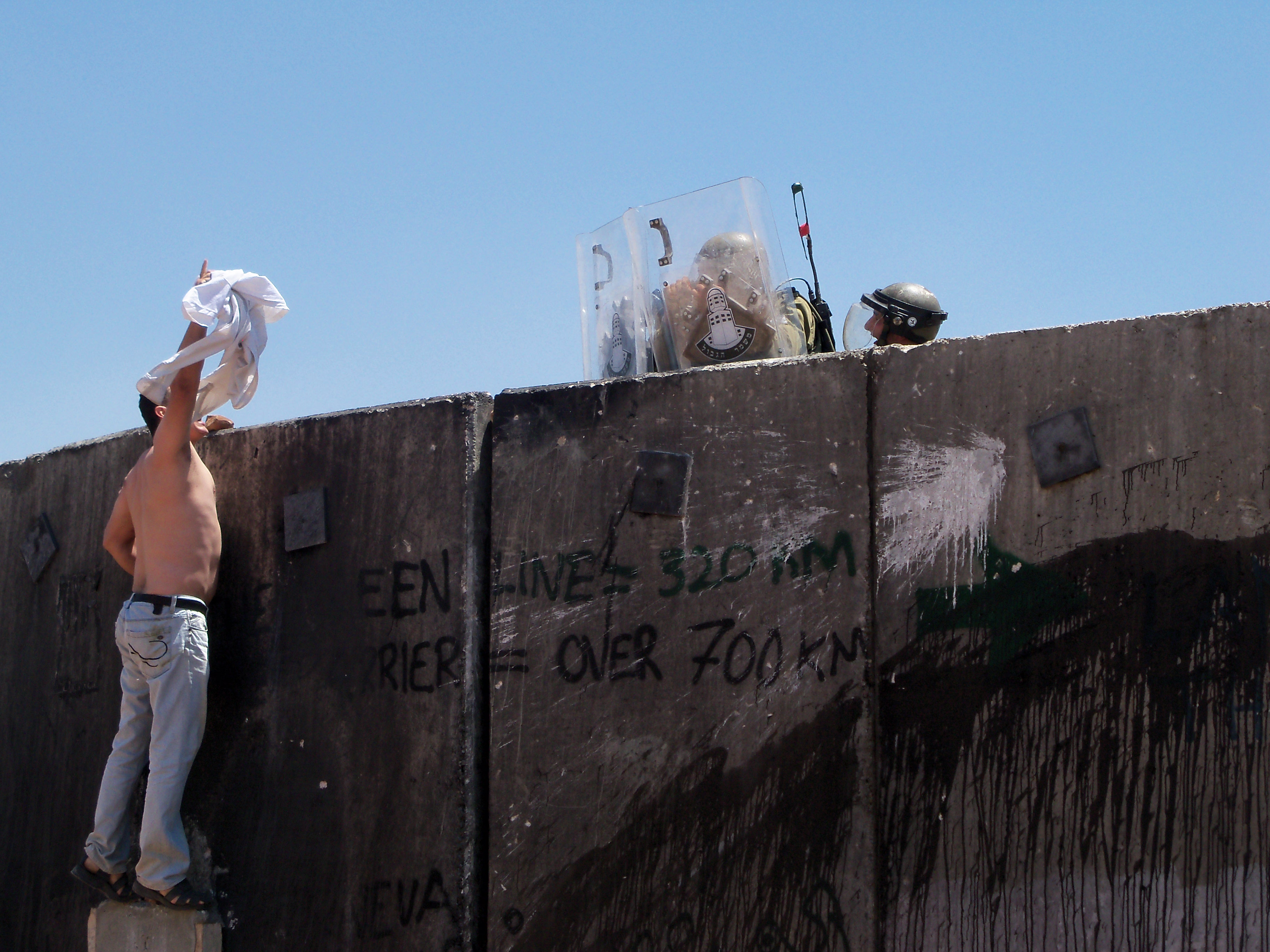
جنود من حرس او شرطة الحدود الاسرائيلية يتصدون لشاب فلسطيني حاول تسلق جدار الفصل العنصري

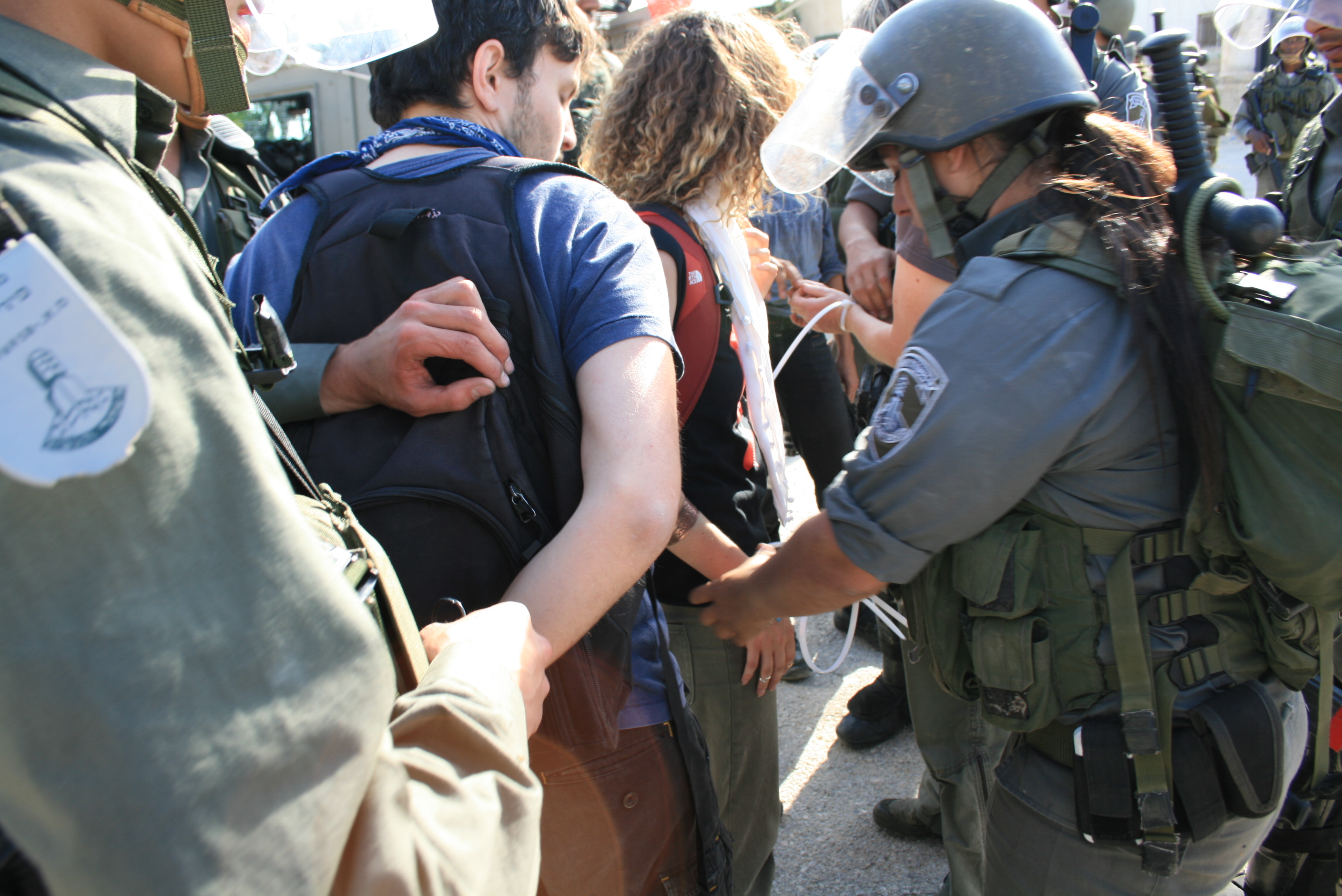
مجندة اسرائيلية وجندي اسرائيلي نم حرس الحدود يعتقلون متضامنين اجانب مع الفلسطينيين في النبي صالح

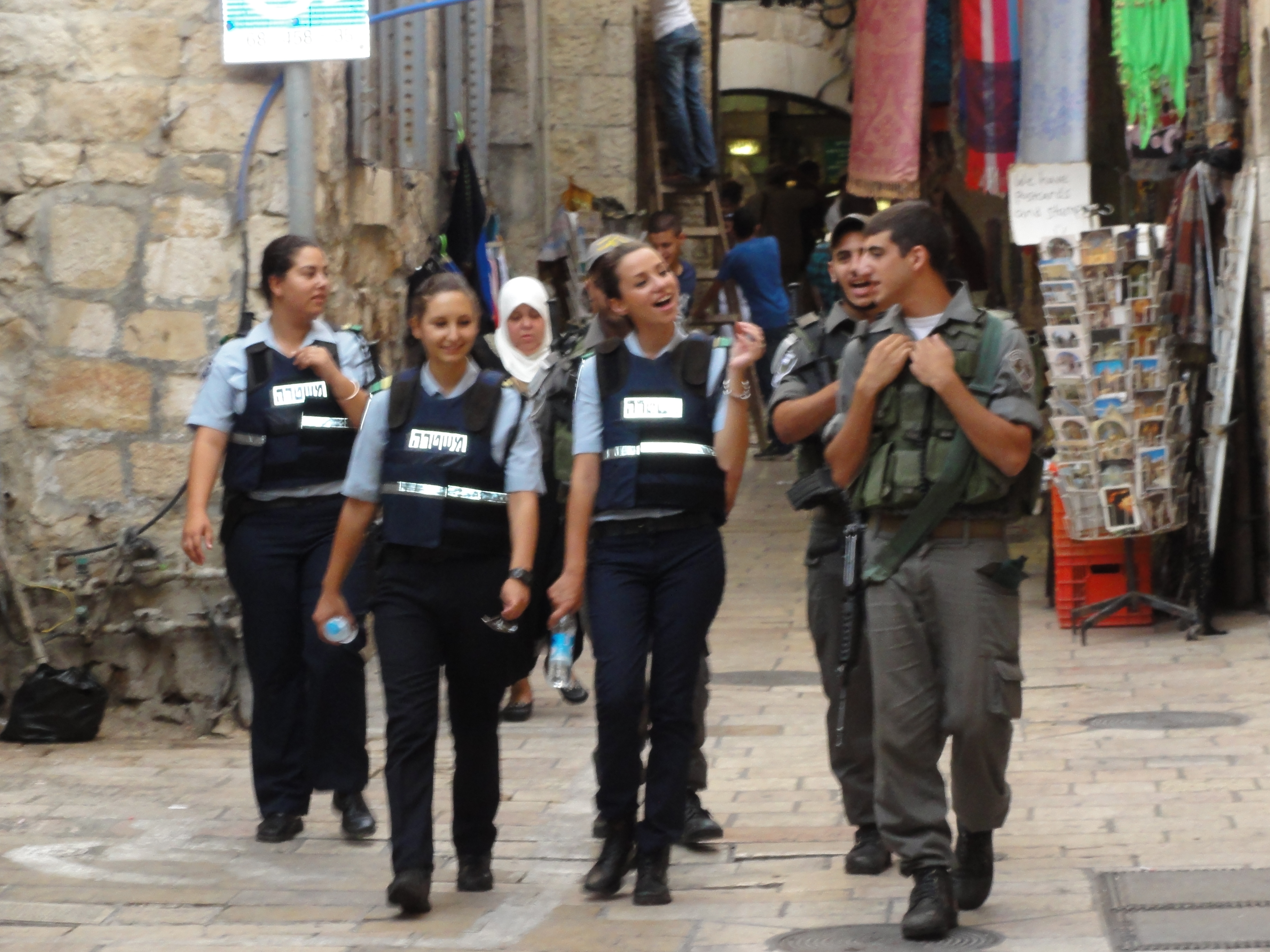
جنود ومجندات من حرس الحدود يسيرون في البلدة القديمة في القدس

حرس الحدود الإسرائيلي ( משמר הגבול، مشمار هجفول باللغة العبرية) هو جناح معزز تابع لشرطة إسرائيل، أسس عام 1949 بدور جهاز عسكري يحرس الحدود ويعمل بشكل أساسي في التجمعات العربية أو الفلسطينية.

## وظائفه
- المحافظة على الأمن الداخلي الإسرائيلي.
- تأمين الحدود مع جمهورية مصر العربية.
- تأمين الخط الأخضر وحدود المناطق الفلسطينية.
- إضافة إلى وظائف عده بخصوص الشرطة والأمن،
- منع نشر الفوضى بين صفوف المواطنين،
- تفريق المظاهرات،
- تعطيل وإبطال محاولات تفجيريه،
- منع مخالفات في الوسط الزراعي.

## معرض صور

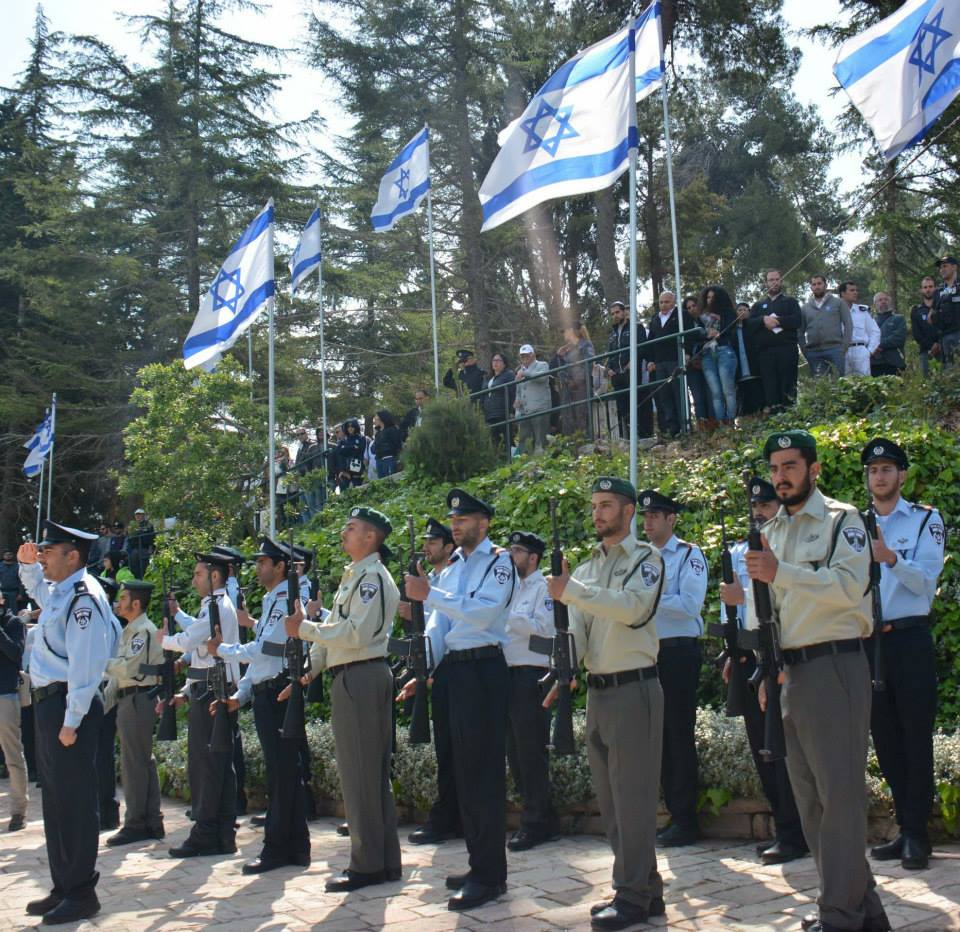
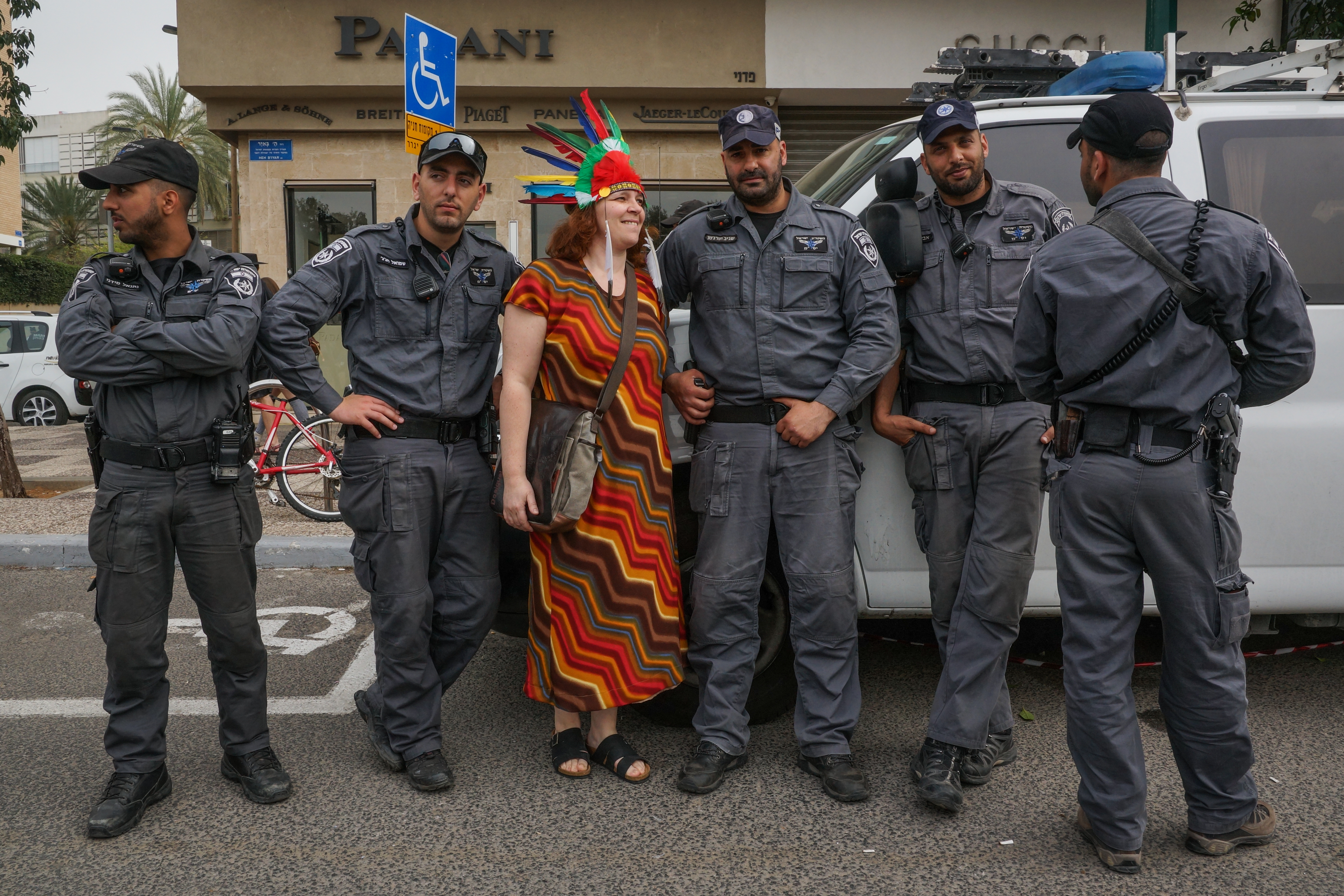
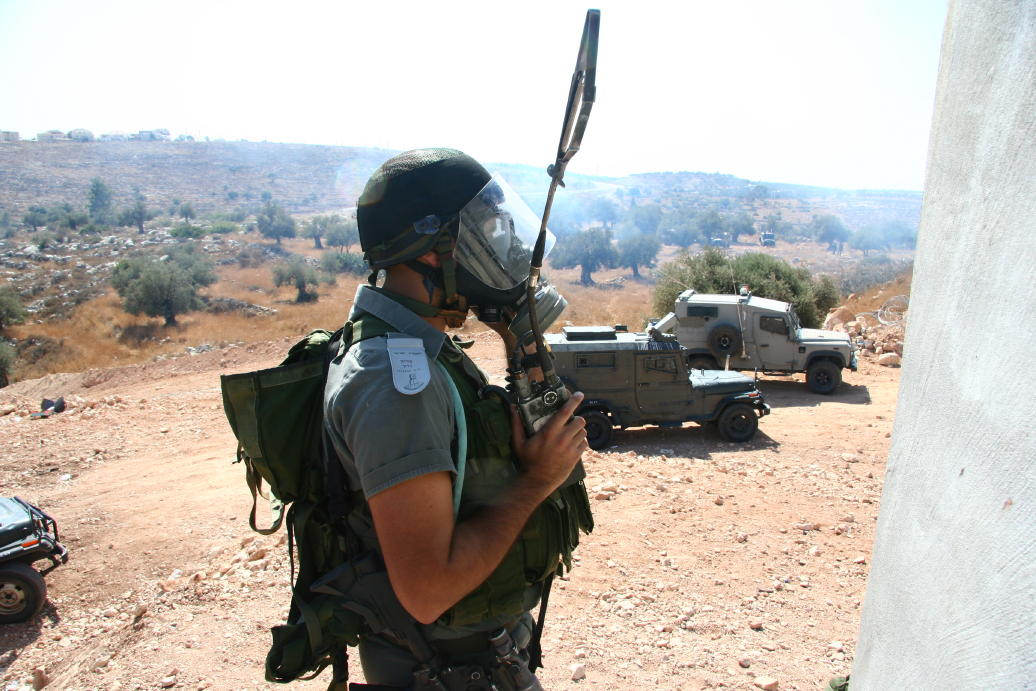
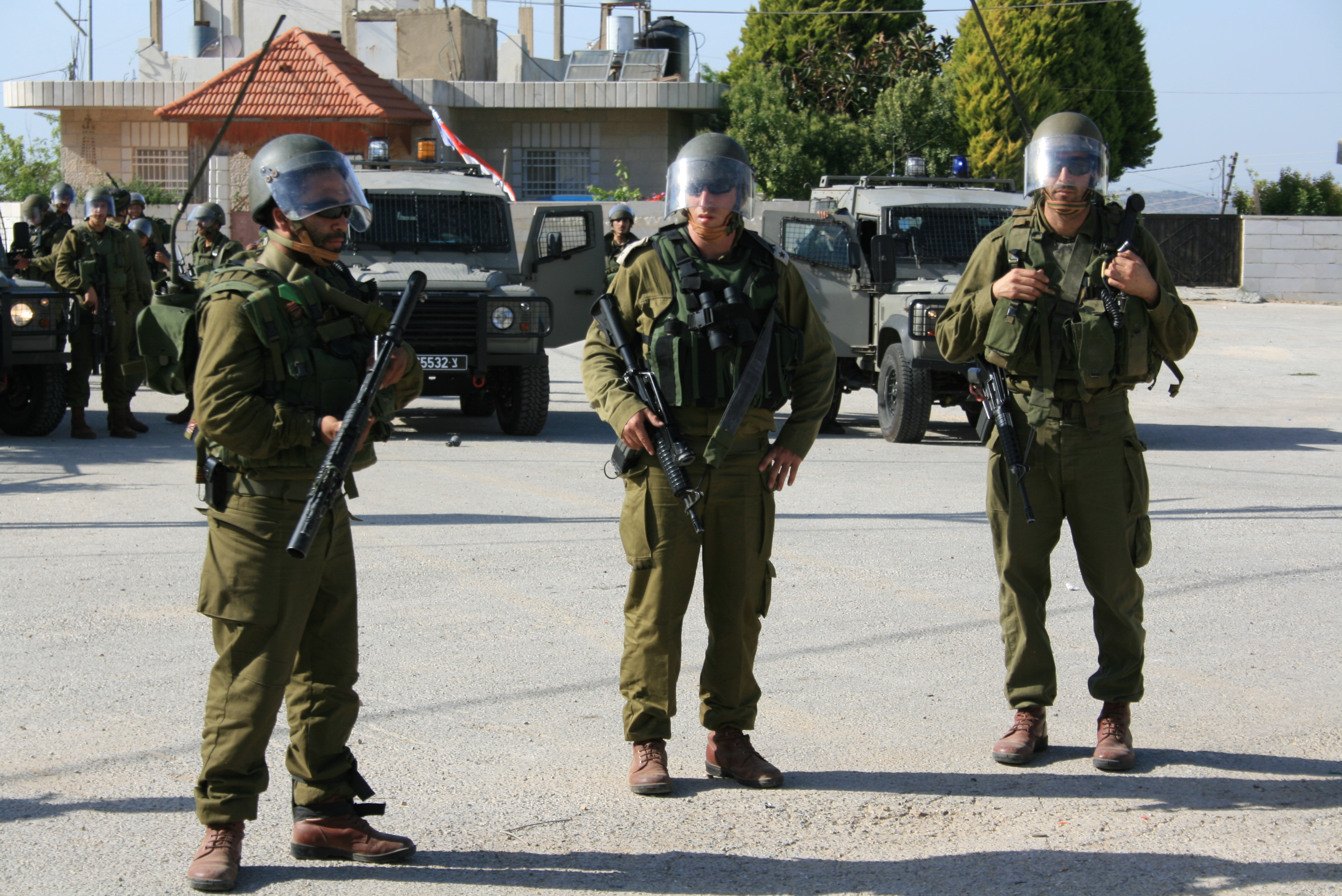
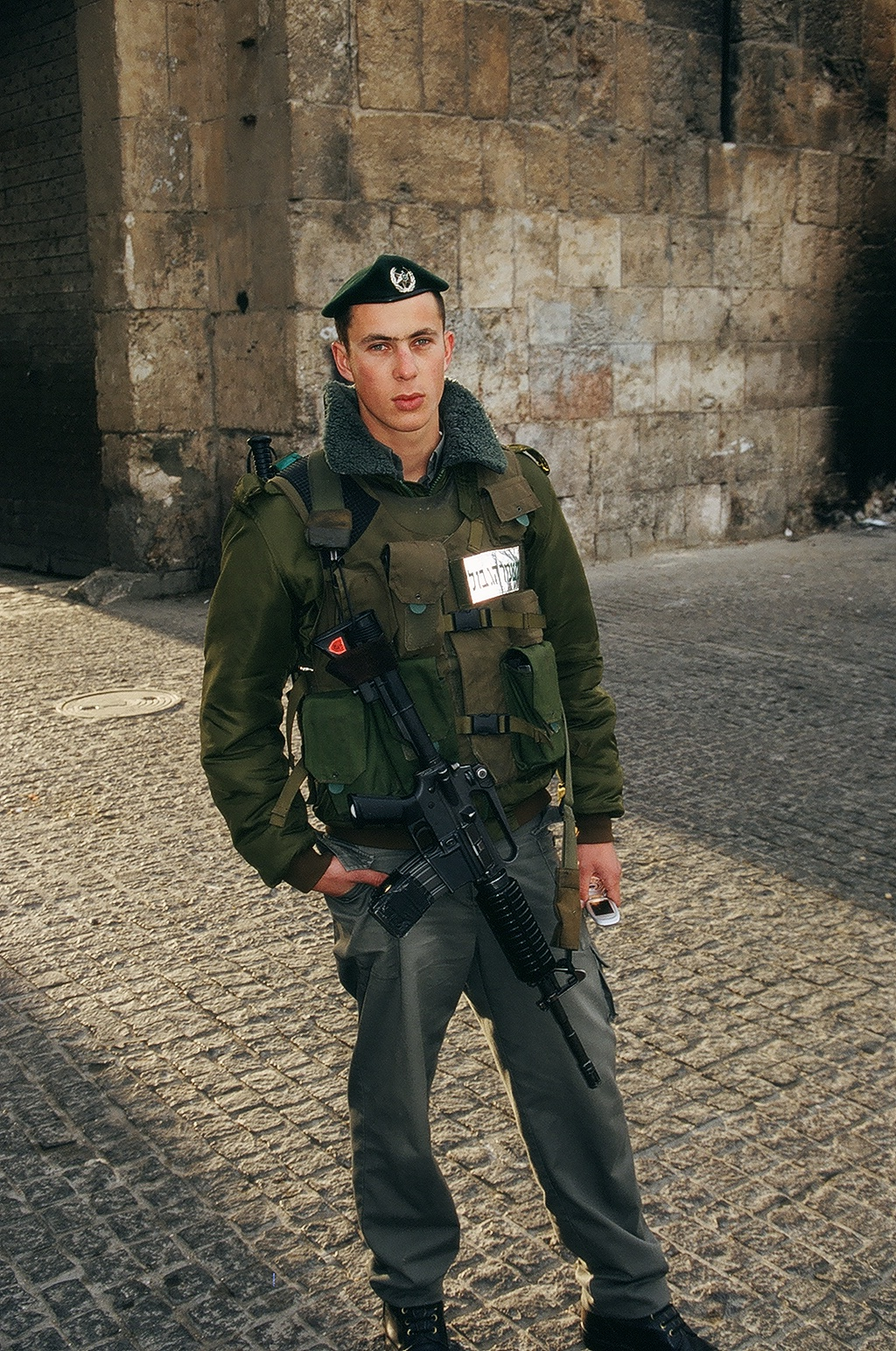

## قادة
يسرائيل يتسحاق.